# المكاوة (مناخة)

تعديل مصدري - تعديل

المكاوة هي إحدى قرى عزلة المغارب العليا بمديرية مناخة التابعة لمحافظة صنعاء، بلغ تعداد سكانها 59 نسمة حسب تعداد اليمن لعام 2004.